# Demarato de Corinto
Demarato foi um homem de Corinto cujos descendentes se tornaram reis de Roma.
Demarato era da família dos baquíadas, e se tornou muito rico fazendo o comércio entre Corinto e as cidades do mar Tirreno. Quando Cípselo tornou-se tirano, derrubando os baquíadas, Demarato achou que não era seguro viver sob uma tirania sendo rico, principalmente por ele pertencer a oligarquia. Ele juntou suas posses e fugiu de Corinto, indo para a Tarquinia, onde ele tinha amigos, e se casou com uma mulher local de família nobre.
Ele teve dois filhos, Arruns e Lucumo, a quem ele deu nomes tarquínios e casou com mulheres tarquínias de famílias nobres, mas os instruiu na cultura da Grécia e do Tirreno.
Depois que Arruns morreu, seguido poucos dias depois da morte de Demarato, Lucumo herdou a fortuna do pai. Lucumo tinha pretensões de se tornar um cidadão importante, mas sendo excluído por não ser considerado nativo, e ouvindo que os romanos recebiam bem qualquer estrangeiro, mudou-se para Roma com sua família e seus amigos. Em Roma, ele adotou o nome Lúcio Tarquínio, e sucedeu a Anco Márcio como rei de Roma.